# Grande Prêmio de Miami de 2022
O Grande Prêmio de Miami de 2022 (formalmente denominado Formula 1 Crypto.com Miami Grand Prix 2022) foi a primeira edição do Grande Prêmio de Miami e a quinta etapa da temporada de 2022 da Fórmula 1. Foi realizada em 8 de maio de 2022 no Autódromo Internacional de Miami em Miami Gardens, Flórida, Estados Unidos.

## Resultados

### Treino classificatório
| 1                        | 16 | Charles Leclerc  | Ferrari               | 1:29.474 | 1:29.130 | 1:28.796 | 1  |
| 2                        | 55 | Carlos Sainz Jr. | Ferrari               | 1:30.079 | 1:29.729 | 1:28.986 | 2  |
| 3                        | 1  | Max Verstappen   | Red Bull Racing-RBPT  | 1:29.836 | 1:29.202 | 1:28.991 | 3  |
| 4                        | 11 | Sergio Pérez     | Red Bull Racing-RBPT  | 1:30.055 | 1:29.673 | 1:29.036 | 4  |
| 5                        | 77 | Valtteri Bottas  | Alfa Romeo-Ferrari    | 1:30.845 | 1:29.751 | 1:29.475 | 5  |
| 6                        | 44 | Lewis Hamilton   | Mercedes              | 1:30.388 | 1:29.797 | 1:29.625 | 6  |
| 7                        | 10 | Pierre Gasly     | AlphaTauri-RBPT       | 1:30.779 | 1:30.128 | 1:29.690 | 7  |
| 8                        | 4  | Lando Norris     | McLaren-Mercedes      | 1:30.761 | 1:29.634 | 1:29.750 | 8  |
| 9                        | 22 | Yuki Tsunoda     | AlphaTauri-RBPT       | 1:30.485 | 1:30.031 | 1:29.932 | 9  |
| 10                       | 18 | Lance Stroll     | Aston Martin-Mercedes | 1:30.441 | 1:29.996 | 1:30.676 | PL |
| 11                       | 14 | Fernando Alonso  | Alpine-Renault        | 1:30.407 | 1:30.160 | —        | 10 |
| 12                       | 63 | George Russell   | Mercedes              | 1:30.490 | 1:30.173 | —        | 11 |
| 13                       | 5  | Sebastian Vettel | Aston Martin-Mercedes | 1:30.677 | 1:30.214 | —        | PL |
| 14                       | 3  | Daniel Ricciardo | McLaren-Mercedes      | 1:30.583 | 1:30.310 | —        | 12 |
| 15                       | 47 | Mick Schumacher  | Haas-Ferrari          | 1:30.645 | 1:30.423 | —        | 13 |
| 16                       | 20 | Kevin Magnussen  | Haas-Ferrari          | 1:30.975 | —        | —        | 14 |
| 17                       | 24 | Guanyu Zhou      | Alfa Romeo-Ferrari    | 1:31.020 | —        | —        | 15 |
| 18                       | 23 | Alexander Albon  | Williams-Mercedes     | 1:31.266 | —        | —        | 16 |
| 19                       | 6  | Nicholas Latifi  | Williams-Mercedes     | 1:31.325 | —        | —        | 17 |
| Tempo dos 107%: 1:35.737 |    |                  |                       |          |          |          |    |
| 20                       | 31 | Esteban Ocon     | Alpine-Renault        | S/Tempo  | —        | —        | 18 |
| Fonte:                   |    |                  |                       |          |          |          |    |

Notas

### Corrida
| Pos.                                                                              | Nu. | Piloto           | Construtor            | Voltas | Tempo/Retirado    | Pit Stop | Pneus | Grid | Pontos |
| --------------------------------------------------------------------------------- | --- | ---------------- | --------------------- | ------ | ----------------- | -------- | ----- | ---- | ------ |
| 1                                                                                 | 1   | Max Verstappen   | Red Bull Racing-RBPT  | 57     | 1:34:24.258       | 1        |       | 3    | 25+1   |
| 2                                                                                 | 16  | Charles Leclerc  | Ferrari               | 57     | +3.786            | 1        |       | 1    | 18     |
| 3                                                                                 | 55  | Carlos Sainz Jr. | Ferrari               | 57     | +8.229            | 1        |       | 2    | 15     |
| 4                                                                                 | 11  | Sergio Pérez     | Red Bull Racing-RBPT  | 57     | +10.638           | 2        |       | 4    | 12     |
| 5                                                                                 | 63  | George Russell   | Mercedes              | 57     | +18.582           | 1        |       | 11   | 10     |
| 6                                                                                 | 44  | Lewis Hamilton   | Mercedes              | 57     | +21.368           | 1        |       | 6    | 8      |
| 7                                                                                 | 77  | Valtteri Bottas  | Alfa Romeo-Ferrari    | 57     | +25.073           | 1        |       | 5    | 6      |
| 8                                                                                 | 31  | Esteban Ocon     | Alpine-Renault        | 57     | +28.386           | 1        |       | 18   | 4      |
| 9                                                                                 | 23  | Alexander Albon  | Williams-Mercedes     | 57     | +32.365           | 1        |       | 16   | 2      |
| 10                                                                                | 18  | Lance Stroll     | Aston Martin-Mercedes | 57     | +37.026           | 1        |       | PL   | 1      |
| 11                                                                                | 14  | Fernando Alonso  | Alpine-Renault        | 57     | +37.128           | 1        |       | 10   |        |
| 12                                                                                | 22  | Yuki Tsunoda     | AlphaTauri-RBPT       | 57     | +40.146           | 2        |       | 9    |        |
| 13                                                                                | 3   | Daniel Ricciardo | McLaren-Mercedes      | 57     | +40.902           | 2        |       | 12   |        |
| 14                                                                                | 6   | Nicholas Latifi  | Williams-Mercedes     | 57     | +49.936           | 1        |       | 17   |        |
| 15                                                                                | 47  | Mick Schumacher  | Haas-Ferrari          | 57     | +1:13.305         | 2        |       | 13   |        |
| 16†                                                                               | 20  | Kevin Magnussen  | Haas-Ferrari          | 56     | Asa dianteira     | 2        |       | 14   |        |
| 17†                                                                               | 5   | Sebastian Vettel | Aston Martin-Mercedes | 54     | Colisão           | 1        |       | PL   |        |
| Ret                                                                               | 10  | Pierre Gasly     | AlphaTauri-RBPT       | 45     | Colisão           | 2        |       | 7    |        |
| Ret                                                                               | 4   | Lando Norris     | McLaren-Mercedes      | 41     | Colisão           | 1        |       | 8    |        |
| Ret                                                                               | 24  | Guanyu Zhou      | Alfa Romeo-Ferrari    | 6      | Vazamento de água | 0        |       | 15   |        |
| Volta mais rápida: Max Verstappen (Red Bull Racing-RBPT) – 1:31.361 (na volta 54) |     |                  |                       |        |                   |          |       |      |        |
| Fonte:                                                                            |     |                  |                       |        |                   |          |       |      |        |

## Voltas na liderança
| Nº de Voltas | Piloto           | Voltas       |
| ------------ | ---------------- | ------------ |
| 47           | Max Verstappen   | 10–26; 28–57 |
| 9            | Charles Leclerc  | 1–9          |
| 1            | Carlos Sainz Jr. | 27           |

## 2022DHLFastest Pit Stop Award

### Resultado
| 1      | 11 | Sergio Pérez     | Red Bull Racing-RBPT  | 2.33 | 25 |
| 2      | 18 | Lance Stroll     | Aston Martin-Mercedes | 2.45 | 18 |
| 3      | 1  | Max Verstappen   | Red Bull Racing-RBPT  | 2.49 | 15 |
| 4      | 10 | Pierre Gasly     | AlphaTauri-RBPT       | 2.55 | 12 |
| 5      | 3  | Daniel Ricciardo | McLaren-Mercedes      | 2.59 | 10 |
| 6      | 63 | George Russell   | Mercedes              | 2.64 | 8  |
| 7      | 22 | Yuki Tsunoda     | AlphaTauri-RBPT       | 2.68 | 6  |
| 8      | 44 | Lewis Hamilton   | Mercedes              | 2.74 | 4  |
| 9      | 31 | Esteban Ocon     | Alpine-Renault        | 2.85 | 2  |
| 10     | 6  | Nicholas Latifi  | Williams-Mercedes     | 3.12 | 1  |
| Fonte: |    |                  |                       |      |    |

### Classificação
| Tabela do DHL Fastest Pit Stop Award \| Pos \| Construtor \| Pontos \| \| --- \| --------------------- \| ------ \| \| 1 \| McLaren-Mercedes \| 158 \| \| 2 \| Red Bull Racing-RBPT \| 134 \| \| 3 \| Ferrari \| 58 \| \| 4 \| Williams-Mercedes \| 41 \| \| 5 \| Aston Martin-Mercedes \| 30 \| \| 6 \| AlphaTauri-RBPT \| 29 \| \| 7 \| Alpine-Renault \| 28 \| \| 8 \| Mercedes \| 24 \| \| 9 \| Alfa Romeo-Ferrari \| 1 \| \| 10 \| Haas-Ferrari \| 0 \| |                       |        |
| Pos | Construtor            | Pontos |
| 1 | McLaren-Mercedes      | 158    |
| 2 | Red Bull Racing-RBPT  | 134    |
| 3 | Ferrari               | 58     |
| 4 | Williams-Mercedes     | 41     |
| 5 | Aston Martin-Mercedes | 30     |
| 6 | AlphaTauri-RBPT       | 29     |
| 7 | Alpine-Renault        | 28     |
| 8 | Mercedes              | 24     |
| 9 | Alfa Romeo-Ferrari    | 1      |
| 10 | Haas-Ferrari          | 0      |

## Tabela do campeonato após a corrida
Somente as cinco primeiras posições estão incluídas nas tabelas.
| Pos | Piloto           | Pontos | Var |
| --- | ---------------- | ------ | --- |
| 1   | Charles Leclerc  | 104    | 0   |
| 2   | Max Verstappen   | 85     | 0   |
| 3   | Sergio Pérez     | 66     | 0   |
| 4   | George Russell   | 59     | 0   |
| 5   | Carlos Sainz Jr. | 53     | 0   |

| Pos | Construtor           | Pontos | Var |
| --- | -------------------- | ------ | --- |
| 1   | Ferrari              | 157    | 0   |
| 2   | Red Bull Racing-RBPT | 151    | 0   |
| 3   | Mercedes             | 95     | 0   |
| 4   | McLaren-Mercedes     | 46     | 0   |
| 5   | Alfa Romeo-Ferrari   | 31     | 0   |